# کنسرن کلاشنیکف
کُنسِرن کلاشنیکُف، (به روسی: Конце́рн Кала́шникова) که در سال ۲۰۱۳ میلادی از ادغام دو شرکت ایژماش (به روسی: ИЖМАШ) و ایژمِخ (به روسی: ИЖМЕХ) ایجاد شد، یک کنسرن اسلحه‌سازی و یک شرکت سهامی در ایژوسک، روسیه است که در سال ۱۸۰۷ توسط الکساندر یکم تأسیس شده‌ است. این کارخانه از چند بخش ساخت و تولید تشکیل شده که می‌توان به بخش خودروسازی با برند ایژ- ماسکویچ و همچنین بخش موتورسیکلت‌سازی آن اشاره کرد.
نخستین تولید موتورسیکلت، در کارخانهٔ ایژماش به سال ۱۹۲۸ میلادی با نام (ایژ یک) иж۱ بازمی‌گردد که توسط طراح و مهندس پیُتر ولادیمیرویچ ماژاروف با الهاماتی از موتورسیکلت آلمانی ساخت کارخانهٔ (دکاو) (DKW) با حجم ۱۲۰۰ سی سی و ۲۴ اسب‌بخار قدرت و پیشرانه وی‌شکل اشاره کرد. پس از این نمونه‌های متعدد دیگری توسط ایژماش با عنوان ایژ دو، سه وچهار و … شصت و نه اشاره کرد. گونه دیگری از موتورسیکلت‌های ساخته شده در این کارخانه با نام ایژ پلانتا (planeta پلانتا به معنای سیاره) و ایژ یوپیتر (Jupiter یوپیتر  به معنای سیاره مشتری)، ایژیونکر و ایژکارنت اشاره کرد.
- ایژهای پلانتا (planeta) شامل موتورسیکلت‌های تک سیلندر:

1. پلانتا اسپرت
2. پلانتا یک
3. پلانتا دو
4. پلانتا سه
5. پلانتا چهار
6. پلانتا پنج

و آخرین مدل ساخته شده در این کارخانه، با عنوان پلانتاشش می‌باشد.
- ایژپلانتاشش تنها نمونه موتورسیکلت تک سیلندر با سامانه خنک‌کنندگی مایع (آب) در شرکت ایژماش می‌باشد. در این گونه موتورسیکلت از سامانه ژنراتوری سی‌دی‌آی (CDI) استفاده شده‌است.
- ایژهای یوپیتر (jupiter) شامل موتورسیکلت‌های دوسیلندر:

1. یوپیتر یک
2. یوپیتر دو
3. یوپیتر سه
4. یوپیتر چهار
5. یوپیتر پنج

می‌باشد. ایژ  یوپیتر شش از سامانه خنک‌کنندگی مایع (آب) بهره می‌برد.

## محصولات

### سلاح‌های سبک
- کلاشنیکف
- سیمونوف
- دراگونوف
- پی‌کا
- موسین–ناگانت

### توپ و مهمات
- جی شی ۳۰۱
- خمپاره هدایتی (کراس نوپول)

### موتورسیکلت‌ها
1. ایژپلانتا اسپرت
2. ایژپلانتا یک
3. ایژپلانتا دو
4. ایژپلانتا سه
5. ایژپلانتا چهار
6. ایژپلانتا پنج
7. ایژپلانتا شش
8. ایژیوپیتری ک
9. ایژیوپیتر دو
10. ایژیوپیتر سه
11. ایژیوپیتر چهار
12. ایژیوپیتر پنج
13. ایژکارنت
14. ایژیونکر
15. ایژکارتژ
16. ایژپولسار

## سازمان
JSC "Kalashnikov Concern" دفتر مرکزی خود را در شهر Izhevsk و منطقه Khamovniki در پایتخت شهر مسکو دارد.
JSC "Kalashnikov Concern" متشکل از دو تولید کننده بزرگ سلاح گرم در ایژفسک است.
JSC "Calashnikov Concern" – JSC "Kalashnikov Concern" سلاح های سبک رزمی، سلاح های ورزشی و شکاری، تفنگ های هواپیما، گلوله های توپخانه هدایت شونده دقیق، ماشین های آزمایش و کنترل مجتمع ها و همچنین ماشین آلات و ابزار با کیفیت بالا را تولید و آزمایش می کند. این شرکت همچنین شرکت مادر هلدینگ JSC "Calashnikov Concern" نیز می باشد. این شرکت قبلاً به عنوان کارخانه ماشین سازی ایژفسک شناخته می شد که به نام ایزماش نیز شناخته می شد.
JSC "Izhevsk Mechanical Plant" - همچنین به عنوان Izhmekh شناخته می شود، کارخانه مکانیکی Izhevsk بر فناوری های مدرن ماشین سازی، متالورژی، ابزارسازی، میکروالکترونیک، تولید سلاح های شهری و خدماتی، ابزار قدرت، تجهیزات بسته بندی، تجهیزات نفت و گاز، پزشکی تمرکز دارد. تجهیزات، ریخته گری دقیق فولاد.
JSC "Kalashnikov Concern" محصولات اسلحه گرم خود را به سه مارک تقسیم می کند.
کلاشینکف – کلاشینکف سلاح های نظامی مانند سلاح گرم و همچنین وسایل نقلیه تولید می کند.
بایکال - بایکال سلاح گرم و ژاکت شکاری تولید می کند
ایزماش – ایزماش از اساس سلاح های کنسرن کلاشینکف، سلاح های گرم ورزشی تولید می کند.
JSC "Kalashnikov Concern" دارای چهار شرکت تابعه است:
JSC "Mytishchi Machine Building Plant" – JSC "Mytishchi Machine Building Plant" در شاسی های کاترپیلار و همچنین وسایل نقلیه ردیابی تخصص دارد.
JSC "Vympel Shipbuilding Plant" – JSC "Vympel Shipbuilding Plant" قایق های غیرنظامی، نظامی و کاربردی تولید می کند.
LLC "Rybinsk Shipyard" – LLC "Rybinsk Shipyard" یک شرکت کشتی سازی است که قایق های پرسرعت و قایق های موتوری تولید می کند.
Zala Aero - Zala Aero در واقع از چندین شرکت تشکیل شده است و عمدتاً وسایل نقلیه هوایی بدون سرنشین تولید می کند.

## حاکمیت شرکتی
ولادیمیر گرودتسکی، که از سال 1996 به عنوان مدیر کل، ریاست Izhmash NPO را بر عهده داشت، در سال 2011 دفتر را ترک کرد. بعداً ماکسیم کوزیوک، که در ژوئن 2012 دفتر را ترک کرد، جایگزین او شد. الکساندر کوسف بعداً به عنوان مدیر کل موقت دفتر از ژوئن تا ژوئن منصوب شد. دسامبر. در دسامبر 2012، کنستانتین بوسیگین به عنوان مدیر کل ایزماش منصوب شد. بوسیگین بعداً مسئول تبدیل ایزماش و ایزمخ به کنسرن JSC "Kalashnikov" بود که مدیر عامل آن شد.
در 30 ژانویه 2014، هیئت نظارت Rostec با انتصاب الکسی کریوروچکو، سهامدار جدید آن، به عنوان مدیر عامل کنسرن کلاشینکف، به جای کنستانتین بوسیگین موافقت کرد. او در 31 ژانویه 2014 وظایف خود را آغاز کرد. به گفته همکار آژانس، از سال 2011، این چهارمین تغییر مدیر کل در شرکت است.
در اوت 2021 ولادیمیر لپین به جای دیمیتری تاراسف به عنوان مدیر عامل کنسرن کلاشینکف منصوب شد.

### مدیران کل Izhmash NPO (1993-2013)
ولادیمیر گرودتسکی (1996–2011)
ماکسیم کوزیوک (2011 – ژوئن 2012)
الکساندر کوسف (بازیگر: ژوئن 2012 - دسامبر 2012)
کنستانتین بوسیگین (دسامبر 2012 - اوت 2013)

### مدیران عامل CEO کلاشینکف (2013–تاکنون)
کنستانتین بوسیگین (اوت 2013 - ژانویه 2014)
الکسی کریوروچکو (ژانویه 2014 - ژوئن 2018)
ولادیمیر دمیتریف (ژوئن 2018 - اوت 2019)
دیمیتری تاراسف (سپتامبر 2019 - اوت 2021)

ولادیمیر لپین (اوت 2021 - اکنون)